# 33972 Fuentesmunoz
33972 Fuentesmunoz este o planetă minoră (asteroid), cu un diametru de 2,174 km, din centura de asteroizi. A fost descoperită pe 5 iulie 2000 la Stația Anderson Mesa de Lowell Observatory Near-Earth-Object Search. 
Obiectul prezintă o orbită caracterizată de o semiaxă mare de 2,1815833 UAi, o excentricitate de 0,18, o înclinație de 5,13661 ° în raport cu ecliptica.